# مذبحة لينوكسفيل
مذبحة لينوكسفيل أو تطهير لينوكسفيل (Lennoxville massacre) هي جريمة قتل جماعية حدثت في 24 مارس 1985 في نادي ملائكة الجحيم في لينوكسفيل ولاية كيبيك في كندا راح ضحيتها خمسة من أعضاء فرع شمال ملائكة الجحيم رميا بالرصاص. قسمت الحادثة عصابات الدراجات النارية الخارجة على القانون في كيبيك، مما أدى إلى تشكيل نادي روك ماشين عام 1986، أقوى منافس لعصابة ملائكة الجحيم في التسعينيات.